# Tedania tepitootehenuaensis
Tedania tepitootehenuaensis är en svampdjursart som beskrevs av Desqueyroux-Faundez 1990. Tedania tepitootehenuaensis ingår i släktet Tedania och familjen Tedaniidae.
Artens utbredningsområde är havet utanför Chile. Inga underarter finns listade i Catalogue of Life.